# Brian Caruso
Brian Andrés Caruso (30 de enero de 1988) es un actor argentino, principalmente conocido por interpretar el papel de "Gamuza" en las telenovelas Cebollitas (1997) y Muñeca brava (1998).
Ganador del Premio Martín Fierro en su edición 1997, Premio que otorga la Asociación de Periodistas de la Televisión y la Radiofonía Argentinas (APTRA) Como Mejor Actuación Infantil.

## Biografía
Nació el 30 de enero de 1988. Su carrera artística comenzó desde muy chico en la telenovela Princesa (1992) y luego en Nueve Lunas (1995).
En 1995 empezó a tomar clases de teatro en la escuela de Ana Pechmann, quien luego se convirtió en su representante.
En 1996 participó del programa Mamá X 2 protagonizado por Flavia Palmiero en donde hizo una pequeña participación.
También en ese mismo año filmó un Cortometraje llamado Popsy, que contaba la historia de un vampiro chico iniciándose como tal, luego filmó La triste agonia de aprender a morir, donde contaba la relación de un niño con su padre en los últimos momentos de su vida y sobre la reflexión familiar.
En diciembre de 1996 se presentó en los estudios de Telefe para un casting de una nueva telenovela infantil llamada Cebollitas, pero no lo querían dejar audicionar porque era muy chico y los personajes ya estaban tomados. Tanto fue que insistió en que le dieron un papel para interpretar frente a las cámaras. La actuación gustó tanto al productor general que llamó al guionista y le mencionó que había que agregar otro personaje al elenco, así es como en el episodio 5 con una aparición de 30 segundos nació "Gamuza". Entre 1997 y 1998 trabajó en el programa Cebollitas interpretando el personaje de Gamuza.
En 1998 ganó un Martín Fierro como Mejor Actuación Infantil y el premio Muy Bien Diez (Paraná).
Entre 1998 y 1999 ingresa al elenco de Muñeca Brava protagonizado por Natalia Oreiro y Facundo Arana, serie éxito en todo el Mundo.
En el 2000 realizó sketches con Roberto Pettinato y Juan Verdaguer para el programa Todos Al Diván; en ese mismo año participó de 2 telenovelas Los buscas de siempre (Canal 9) y Calientes (Canal 13).
En el 2001 actuó en un capítulo de Un Cortado: Historias de café (Canal 7) y también filmó su primer largometraje: ¿Y dónde está el bebé? protagonizada por Florencia Peña, Martín Karpan, Rita Cortese, Roberto Carnaghi.
Entre los años 1997 y 1999 realizó teatro nacional e internacional. En 1998 protagonizó en el Teatro Opera la versión teatral de Cebollitas, luego con esa misma obra recorrió todo el interior, para más tarde realizar una gira en Latinoamérica.
Entre 2000 y 2007 hizo teatro en la Costa Atlántica, en Capital Federal, Gran Buenos Aires y por el Interior con obras de su autoría, componiendo su propia música y letra.
En el 2008 es convocado para participar del Unitario Todos Contra Juan, protagonizado Por Gastón Pauls.
Estudió dirección de cine y sistemas.

## Trabajos

### Televisión
- 1992 Princesa (Canal 9)
- 1995 Nueve lunas (Canal 13) ...Tomás
- 1996 Los chicos vienen cantando (Canal 9) ...Marcos
- 1997-1998 Cebollitas (Telefe) ...Gamuza
- 1998-1999 Muñeca brava (Telefe) ...Gamuza
- 2000 Calientes (Canal 13) ...Tachuela
- 2000 Todos al diván (Canal 9) ...Esteban
- 2000 Los buscas de siempre (Canal 9) ...Maximiliano
- 2001 Un cortado: Historias de café (Canal 7)...Juan
- 2002 Especial Harry Potter 2 (Telefe) (Doblaje)
- 2008 Todos contra Juan (América) ...Brian Caruso

### Cine
- ¿Y dónde está el bebé? dir. Pedro Stocki (2002)

### Teatro
- 1997 Cebollitas, Teatro Opera
- 1998 Cebollitas, Gira Nacional
- 1999 Cebollitas, Gira Internacional (Gira por Latinoamérica)
- 2000 Gamu Ricon, Teatro De La Cova, Teatro Del Viejo Concejo Y Gira Nacional
- 2001 El Principito Encantado, Teatro De La Cova, Teatro Del Viejo Concejo Y Gira Nacional
- 2002 Un Cuento Mágico, Teatro De La Cova, Teatro Del Viejo Concejo, Complejo La Plaza Y Gira Nacional
- 2003 Harry Postre Y La Torta De Chocolate, Teatro De La Cova, Teatro Del Viejo Concejo, Complejo La Plaza Y Gira Nacional
- 2004 Harry Y El Diamante Secreto, Teatro De La Cova, Teatro Del Viejo Concejo, Complejo La Plaza Y Gira Nacional
- 2005 Harry 3 La Magia Continua, Teatro De La Cova, Teatro Del Viejo Concejo, Complejo La Plaza Y Gira Nacional
- 2006 Los Cuentos De Stich y El Príncipe Aventurero, Teatro De La Cova, Teatro Del Viejo Concejo
- 2007 Mi Marciano Favorito, Teatro De La Cova, Teatro Del Viejo Concejo

### Radio
- Corner - Radio Panda (1997)
- La Tarde De Los Chicos - Radio Kids (2002)
- Somos Como Somos - Radio Simphony (2013-2014)

## Premios
| Año  | Premio             | Categoría                | Resultado |
| ---- | ------------------ | ------------------------ | --------- |
| 1997 | Martín Fierro      | Mejor Actuación Infantil | Ganador   |
| 1998 | Muy Bien Diez      | Actuación Infantil       | Ganador   |
| 2003 | Premio Faro De Oro | Espectáculo Infantil     | Ganador   |
| 2004 | Premio Faro De Oro | Espectáculo Infantil     | Ganador   |